# جوديث لوري (رسامة)
جوديث لوري (بالإنجليزية: Judith Lowry)‏ هي رسامة أمريكية، ولدت في 1948 في واشنطن العاصمة في الولايات المتحدة.